# Johann Daniel von Braunschweig
Johann Daniel von Braunschweig (* 26. August 1786 in Mitau; † 24. Dezember 1857 in Wolmar) war ein deutsch-baltischer Pädagoge und Schriftsteller.

## Leben
Johann Daniel von Braunschweig besuchte ab 1803 das Gymnasium in Mitau und ab 1805 die Kaiserliche Universität Dorpat, wo er im Dezember des gleichen Jahres die Preismedaille der theologischen Fakultät erhielt. 1806 ging er zur Fortsetzung seiner Studien nach Göttingen. 1808/09 unternahm er eine Reise nach Dresden, Schlesien und Paris. Nach seiner Rückkehr nach Kurland (1809) nahm er mehrere Stellen als Hauslehrer wahr. 1815 wurde er Oberlehrer am Gymnasium in Riga, 1816 kurländischer Gouvernementsschuldirektor, 1817 Oberlehrer am Gymnasium illustre in Mitau. Ab 1819 war er zugleich stellvertretender Gouvernementsschuldirektor, ab 1826 Kollegienassessor. 1830 wurde er Hofrat, später Kollegienrat. 1837 legte er sein Amt als stellvertretender Gouvernementsschuldirektor nieder. Zwei Jahre später verlor er seine Stelle als Oberlehrer und übersiedelte vorübergehend nach Riga, kehrte dann aber nach Mitau zurück und ließ sich schließlich in Wolmar (Livland) nieder.
Aus seiner Ehe mit Katharina, geb. Schmölling stammt der Sohn Rudolf von Braunschweig (1820–1888).

## Schriften
- Pädagogisch-linguistische Aufsätze, Riga 1811.
- Ideen zur Gründung lettischer Landmannschulen, Mitau 1821.
- Ueber die Organisation der Gymnasien nach christlichem Princip, Leipzig 1825.
- Geschichte des allgemeinen politischen Lebens Lebens der Völker im Alterthume Erster Theil: Die äthiopische Völkerfamilie. Meroe. Ägypten, Hamburg 1830.[2]
- Umrisse einer allgemeinen Geschichte der Völker, Leipzig 1833.[3]
- Ueber die Alt-Americanischen Denkmäler, Berlin 1840.[4]
- Schriften zu landwirtschaftlichen bzw. wirtschaftlichen Themen:[5]
  - Russlands Weinbau. Ein staatswirthschaftlicher Versuch, Riga 1842.[6]
  - Der Flachsbau Rußlands in seinen mehrfachen staatswirthschaftlichen Beziehungen, Riga 1842.
  - Unsere Holzfrage. Aus staatswirthschaftlichem Standpunkte betrachtet. Riga/Moskau 1843.

### Bewertungen
Braunschweigs „allgemeinen Geschichte der Völker“ wurde als „fleißig und originell“, aber auch als „wirkungslos“ und „von einer gezwungenen Künstlichkeit“ beurteilt. Das Werk sei geistreich, aber nicht glücklich.